# Filipijnen op de Olympische Zomerspelen 1964
De Filipijnen namen deel aan de Olympische Zomerspelen 1964 in Tokio, Japan. Voor het eerst in de geschiedenis werd meer dan brons gehaald. De bokser Anthony Villanueva won voor zijn land het eerste olympisch zilver.

## Medailleoverzicht
| Sport  | Olympiër           | Discipline | Medaille |
| ------ | ------------------ | ---------- | -------- |
| Boksen | Anthony Villanueva | -57kg (m)  | Zilver   |

## Resultaten per onderdeel

### Atletiek
| Olympiër                                                  | Discipline       | Resultaat | Prestatie                     |
| --------------------------------------------------------- | ---------------- | --------- | ----------------------------- |
| Arnulfo Valles                                            | 100m (m)         | 63e       | serie 2: 7de in 11,1          |
| Rogelio Onofre                                            | 100m (m)         | 36e       | serie 8: 5de in 10,7          |
| Rogelio Onofre                                            | 200m (m)         | 45e       | serie 7: 7de in 22,1          |
| Arsenio Jazmin                                            | 400m (m)         | 51e       | serie 2: 5de in 49,9          |
| Miguel Ebreo Rogelio Onofre Claro Pellosis Arnulfo Valles | 4x100m (m)       | 19e       | serie 3: 7de in 41,7          |
|                                                           |                  |           |                               |
| Mona Sulaiman                                             | 100m (v)         | 32e       | serie 1: 7de in 12,0          |
| Mona Sulaiman                                             | 200m (v)         | 28e       | serie 5: 4de in 25,4          |
| Loretta Barcenas Aida Molinos Nelly Restar Mona Sulaiman  | 4x100m (v)       | 13e       | serie 2: 7de in 48,8          |
| Lolita Lagrosas                                           | verspringen (v)  | 27e       | kwalificatie: 27ste met 5,52m |
| Josephine de la Viña                                      | discuswerpen (v) | 18e       | kwalificatie: 18de met 42,27m |

### Boksen
| Olympiër            | Discipline | Resultaat | Prestatie |
| ------------------- | ---------- | --------- | --- |
| Dominador Calumarde | -51kg (m)  | 9e        | 1ste ronde: W van RCO Wang: knock-out 2de ronde: V van KOR Choh: 0-5 |
| Arnulfo Torrevillas | -54kg (m)  | 9e        | 1ste ronde: W van FIN Karvonen: scheidsrechterlijke beslissing 2de ronde: V van CUB Espinosa: 1-4 |
| Anthony Villanueva  | -57kg (m)  | Zilver    | 1ste ronde: W van ITA Girgenti: 3-2 2de ronde: W van TUN Hassen: 4-1 kwartfinale: W van POL Gutman: scheidrechterlijke beslissing halve finale: W van USA Brown: 4-1 finale: V van URS Stepashkin: 2-3 |
| Rodolfo Arpon       | -60kg (m)  | 5e        | 1ste ronde: W van DEN Krogh: 4-1 2de ronde: W van GBR Dunne: 4-1 kwartfinale: V van USA Harris: 0-5 |
| Manfredo Alipala    | -67kg (m)  | 9e        | 1ste ronde: W van IRQ Al-Karkhi: gediskwalificeerd 2de ronde: V van JPN Hamada: 0-5 |
| Félix Ocampo        | -71kg (m)  | 9e        | 1ste ronde: vrij 2de ronde: V van AUS Barber: 0-5 |

### Gewichtheffen
| Olympiër         | Discipline  | Resultaat | Prestatie                                                                                 |
| ---------------- | ----------- | --------- | ----------------------------------------------------------------------------------------- |
| Artemio Rocamora | -82,5kg (m) | 19e       | drukken: 20ste met 122,5kg trekken: 19de met 115kg stoten: 17de met 152,5kg totaal: 390kg |

### Judo
| Olympiër         | Discipline      | Resultaat | Prestatie                        |
| ---------------- | --------------- | --------- | -------------------------------- |
| Vicente Uematsu  | -68kg (m)       | 9e        | groep E: 2de met 1 overwinning   |
| Narzal García    | -80kg (m)       | 17e       | groep E: 3de met 1 overwinning   |
| Bernardo Repuyan | -80kg (m)       | 17e       | groep A: 3de met 0 overwinningen |
| Thomas Ong       | open klasse (m) | 7e        | groep C: 3de met 0 overwinningen |

### Schietsport
| Olympiër            | Discipline                  | Resultaat | Prestatie                                               |
| ------------------- | --------------------------- | --------- | ------------------------------------------------------- |
| Martin Gison        | 50m geweer 3 houdingen (m)  | 48e       | kwalificatie: 48ste met 1073 punten (388-366-319)       |
| Adolfo Feliciano    | 50m geweer 3 houdingen (m)  | 42e       | kwalificatie: 42ste met 1094 punten (385-368-341)       |
| Adolfo Feliciano    | 50m geweer liggend (m)      | 34e       | kwalificatie: 34ste met 588 punten (98-100-95-99-99-97) |
| Pacifico Salandanan | 50m geweer liggend (m)      | 52e       | kwalificatie: 52ste met 583 punten (95-96-100-98-98-96) |
| Leopoldo Ang        | 300m geweer 3 houdingen (m) | 25e       | kwalificatie: 25ste met 1062 punten (380-354-328)       |
| Bernardo San Juan   | 300m geweer 3 houdingen (m) | 26e       | kwalificatie: 26ste met 1060 punten (371-357-33)        |
| Edgar Bond          | 50m pistool (m)             | 34e       | kwalificatie: 34ste met 526 punten (92-79-90-88-88-89)  |
| Mariano Ninonuevo   | 50m pistool (m)             | 48e       | kwalificatie: 48ste met 501 punten (83-79-77-92-87-83)  |
| Horacio Miranda     | 25m snelvuurpistool (m)     | 48e       | kwalificatie: 48ste met 548 punten (278-270)            |
| Paterno Miranda     | 25m snelvuurpistool (m)     | 50e       | kwalificatie: 50ste met 535 punten (275-260)            |

### Turnen
| Olympiër          | Discipline               | Resultaat | Prestatie     |
| ----------------- | ------------------------ | --------- | ------------- |
| Demetrio Pastrana | meerkamp individueel (m) | 130e      | 11,50 punten  |
| Fortunato Payao   | meerkamp individueel (m) | 129e      | 19,00 punten  |
|                   |                          |           |               |
| Evelyn Magluyan   | meerkamp individueel (v) | 83e       | 29,464 punten |

### Wielersport
| Olympiër                                                     | Discipline         | Resultaat | Prestatie      |
| ------------------------------------------------------------ | ------------------ | --------- | -------------- |
| Norberto Arceo                                               | wegwedstrijd (m)   | DNF       | niet gefinisht |
| Daniel Olivares                                              | wegwedstrijd (m)   | 97e       | 4:39.51,83     |
| Cornelio Padilla                                             | wegwedstrijd (m)   | 98e       | 4:39.51,83     |
| Arturo Romeo                                                 | wegwedstrijd (m)   | 73e       | 4:39.51,83     |
| Norberto Arceo Daniel Olivares Cornelio Padilla Arturo Romeo | ploegentijdrit (m) | 29e       | 2:59.58,60     |

### Worstelen
| Olympiër           | Discipline  | Resultaat   | Prestatie                                                        |
| Vrije stijl        | Vrije stijl | Vrije stijl | Vrije stijl                                                      |
| ------------------ | ----------- | ----------- | ---------------------------------------------------------------- |
| Tortillano Tumasis | -57kg (m)   | 18e         | 1ste ronde: V van HUN Varga 2de ronde: V van KOR Choi            |
| Antonio Senosa     | -60kg (m)   | 19e         | 1ste ronde: V van GER Schilling 2de ronde: V van MGL Sanjaa      |
| Job Mayo           | -78kg (m)   | 20e         | 1ste ronde: V van URS Sagharadze 2de ronde: V van CAN Oberlander |
| Fernando Garcia    | -87kg (m)   | 12e         | 1ste ronde: V van MGL Bayanmankh 2de ronde: V van GER Bauch      |
| Grieks-Romeins     |             |             |                                                                  |
| Tortillano Tumasis | -57kg (m)   | 18e         | 1ste ronde: V van ITA Toma                                       |
| Antonio Senosa     | -60kg (m)   | 24e         | 1ste ronde: V van AUT Marte 2de ronde: V van JPN Sakurama        |
| Job Mayo           | -78kg (m)   | 20e         | 1ste ronde: V van FIN Laakso 2de ronde: V van BUL Petkov         |
| Fernando Garcia    | -87kg (m)   | 18e         | 1ste ronde: V van SUI Kobelt 2de ronde: V van AUS Raskovy        |

### Zwemmen
| Olympiër         | Discipline          | Resultaat | Prestatie              |
| ---------------- | ------------------- | --------- | ---------------------- |
| Amman Jalmaani   | 200m schoolslag (m) | 24e       | serie 2: 6de in 2.44,7 |
| Rolando Landrito | 200m schoolslag (m) | 22e       | serie 3: 3de in 2.41,9 |

Afghanistan · Algerije · Argentinië · Australië · Bahama's · België · Bermuda · Birma · Bolivia · Brazilië · Brits-Guiana · Bulgarije · Cambodja · Canada · Ceylon · Chili · Colombia · Congo-Brazzaville · Costa Rica · Cuba · Denemarken · Dominicaanse Republiek · Duits eenheidsteam · Ethiopië · Filipijnen · Finland · Frankrijk · Ghana · Griekenland · Groot-Brittannië · Hongarije · Hongkong · Ierland · IJsland · India · Irak · Iran · Israël · Italië · Ivoorkust · Jamaica · Japan · Joegoslavië · Kameroen · Kenia · Libanon · Liberia · Libië · Liechtenstein · Luxemburg · Madagaskar · Maleisië · Mali · Marokko · Mexico · Monaco · Mongolië · Nederland · Nederlandse Antillen · Nepal · Nieuw-Zeeland · Niger · Nigeria · Noord-Rhodesië · Noorwegen · Oeganda · Oostenrijk · Pakistan · Panama · Peru · Polen · Portugal · Puerto Rico · Roemenië · Senegal · Sovjet-Unie · Spanje · Taiwan · Tanganyika · Thailand · Trinidad en Tobago · Tsjaad · Tsjecho-Slowakije · Tunesië · Turkije · Uruguay · Venezuela · Verenigde Arabische Republiek · Verenigde Staten · Vietnam · Zuid-Korea · Zuid-Rhodesië · Zweden · Zwitserland